# 傅永春
傅永春（1964年2月—），山西忻州人，汉族，中华人民共和国政治人物、第十二届全国人民代表大会内蒙古地区代表。曾任内蒙古民族大学党委副书记、校长，内蒙古师范大学党委书记，内蒙古自治区人民政府外事办公室主任等职务。
毕业于内蒙古师范大学教育心理学专业，加入中国共产党。2013年，被选为全国人大代表。